# فرانك كولب
فرانك كولب (بالألمانية: Frank Kolb)‏ هو مؤرخ العصور القديمة الكلاسيكية ‏ ألماني، ولد في 27 فبراير 1945 في راينباخ في ألمانيا.